# Вузол Конвея

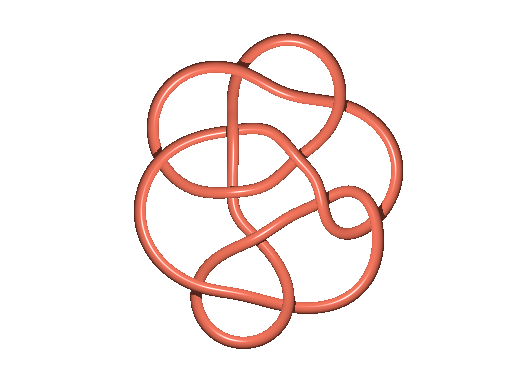
Вузол Конвея

Вузол Кіношита-Терасака (11n42) та вузол Конвея (11n34) пов'язані мутацією.

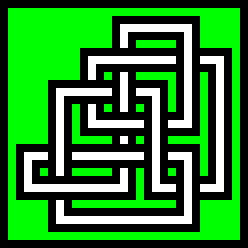
Просте прямокутне зображення вузла Конвея

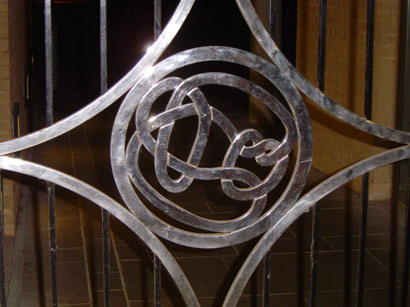
Вузол Конвея на воротах Інституту Ісака Ньютона

Вузол Конвея (англ. Conway knot) — певний вузол з мінімальним числом перетинів 11, названий на честь його першовідкривача, британського математика Джона Гортона Конвея, який вперше описав цей вузол у 1970 році.

## Властивості
Группа кос для узла Конвея:
{\displaystyle \sigma _{2}^{3}\sigma _{1}\sigma _{3}^{-1}\sigma _{2}^{-2}\sigma _{1}\sigma _{2}^{-1}\sigma _{1}\sigma _{3}^{-1}}.
Многочлен Джонса для вузла Конвея дорівнює 1:
{\displaystyle t^{-4}(-1+2t-2t^{2}+2t^{3}+t^{6}-2t^{7}+2t^{8}-2t^{9}+t^{10})}.
У таблицях Дейла Рольфсена та в атласі вузлів він має номер K11n34.
Гіперболічний об'єм вузла Конвею дорівнює 11,2191.
Вузол Конвея пов'язаний мутацією з вузлом Кіношіти — Терасакі і має з ним той самий многчлен Джонса, многочлен Александера та поліном Конвея, причому останні два рівні 1, як і у тривіального вузла. Ця пара вузлів — найпростіший (у сенсі кількості перетинів) приклад такого роду.
Вузол Конвея — топологічно зрізаний, але не гладко зрізаний.

### Питання приналежності вузла Конвею до зрізаних
Вузол Конвея довгий час залишався єдиним вузлом з кількістю перетинів не більше 13, для якого було невідомо, чи він зрізаний гладко. Це питання вирішила в 2020 році Ліза Піччирілло через 50 років після того, як Джон Гортон Конвей вперше запропонував цей вузол. Для доказу Піччирілло побудувала новий вузол, який мав той самий чотиривимірний слід, що і вузол Конвея. Використавши s-інваріант Расмуссена, вона показала, що її вузол не є гладким зрізом, отже, і вузол Конвея також не гладко зрізаний.

## Вузол Конвея в культурі та мистецтві
- Вузол Конвея зображений на воротах  Інституту Ісаака Ньютона[en] в Кембриджському університеті[4]
- Вузол Конвея представлений серед експонатів пересувної художньої інсталяції Mathemalchemy[en][5].